# زمین‌لرزه ۱۹۵۶ میانمار
زمین‌لرزه میانمار  در تاریخ ۱۶ ژوئیه ۱۹۵۶ میلادی، برابر با ‎۲۵ تیر ۱۳۳۵، ساعت ۱۵:۰۷:۰۸ به زمان یوتی‌سی در میانمار رخ داد. ژرفای این زلزله ۲۵٫۲ کیلومتر بود. بزرگی آن ۷٫۱ در مقیاس Mw اعلام شده‌است. زمین‌لرزه به وقت محلی در روز دوشنبه، ساعت ۲۱٫۵ روی داده و منطقه زمانی آن یوتی‌سی +۶٫۵ بوده‌است .
سازمان زمین‌شناسی آمریکا نیز جای این زمین‌لرزه را در مختصات ۲۲°۱۲′شمالی ۹۵°۴۲′شرقی / ۲۲٫۲°شمالی ۹۵٫۷°شرقی و بزرگی آنرا برابر با ۷ در مقیاس ریشتر اعلام کرده‌است. ژرفای گزارش شده از سوی این سازمان ۳۹ کیلومتر می‌باشد.
شمار کشتگان زلزله حدود ۳۸ نفر بوده‌است.تعداد زخمیان ۵۰ نفر برآورده شده‌است.